# Johan Broekema

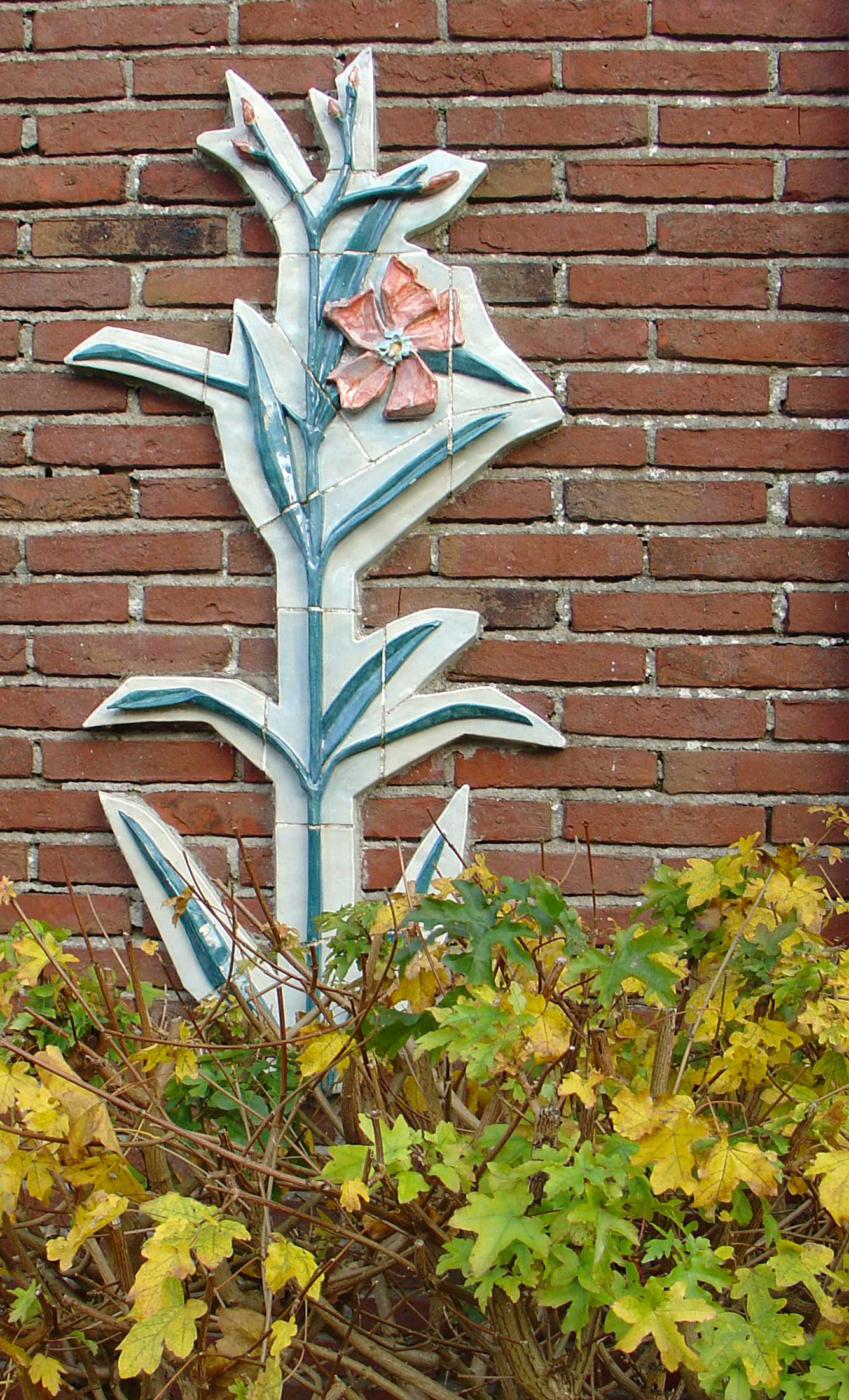
Oleander door Johan Broekema bij de gelijknamige basisschool in Stadskanaal (1992)

Johannes Adrianus (Johan) Broekema (Veendam, 16 november 1943 - Drouwen, 13 december 2010) was een Nederlandse beeldend kunstenaar.
Broekema werd als keramist opgeleid door de beeldend kunstenaar Frans Slot te Epe. Na korte tijd werkzaam te zijn geweest in Groenekan en in Nieuwe Pekela vestigde hij zich in 1967 als zelfstandig beeldend kunstenaar in het Drentse dorp Drouwen. Daarnaast was hij docent keramiek in Groningen.

## Werk
Werk van Broekema is opgenomen in de museale collecties van onder meer Museum Boijmans Van Beuningen in Rotterdam en in het Drents Museum in Assen. Ook musea in Duitsland en België bezitten werk van Broekema in hun collectie.
In de openbare ruimte is onder meer werk van Broekema te vinden in Stadskanaal, waar hij een reliëf ontwierp voor een basisschool (zie: afbeelding).